# Aly Jaerling
Alphonse „Aly“ Jaerling (* 30. Januar 1948 in Esch an der Alzette) ist ein luxemburgischer Gewerkschafter und Politiker.

## Gemeinderat
Vom 10. Oktober 1993 bis zum 31. Dezember 1999 und vom 17. Juni 2000 bis zum 9. Oktober 2011 war er im Gemeinderat in Esch an der Alzette vertreten.

## Landespolitik
Am 13. Juni 1999 wurde Jaerling zum ersten Mal in die Chambre des Députés gewählt und vertrat dort für die Alternativ Demokratesch Reformpartei den Bezirk Süd. Bei der Kammerwahl am 13. Juni 2004 wurde er erneut wiedergewählt.
Infolge parteiinterner Streitereien und dem Vorwurf des Rechtsextremismus gegenüber der ADR, erklärte Aly Jaerling am 1. Mai 2006 seinen Parteiaustritt. Durch das Ausscheiden Jaerlings verlor seine ehemalige Partei den Fraktionsstatus.
Zunächst als Unabhängiger im Parlament, gründete er später die „Biergerlëscht“ (deutsch „Bürgerliste“), mit welcher er bei der Parlamentswahl am 7. Juni 2009 in den Wahlbezirken Nord und Süd antrat. Die Nordliste legte er in die Hände seines Freundes Jean Ersfeld, ehemaliger Parteipräsident der FPL. Die Liste erzielte 0,81 % aller gültigen Stimmen und verfehlte somit den Einzug ins Parlament, womit Jaerling aus dem Parlament ausschied. Die Biergerlëscht trat zu der Kammerwahl 2013 nicht mehr an.
Aly Jaerling war Sozialsekretär der Gewerkschaft Neutrale Gewerkschaft Luxemburg. Als leidenschaftlicher Kegler ist er Mitglied beim „Keeleklub Viischt am Kanal“ (deutsch „Kegelklub Feucht im Kanal“).

## Ermittlungen
Im Juni 2011 wurde Jaerling vom Gericht zu einer 18-monatigen Haftstrafe auf Bewährung und einer Geldstrafe verurteilt, nachdem er im Jahr 2008 mithilfe von gefälschten Rechnungen rund 9.500 € von der luxemburgischen Abgeordnetenkammer Chambre des Députés unterschlagen hatte.
Zwischen den Jahren 2010 und 2012 soll er erneut im Zusammenhang einer Straftat mit Fälschung von Bankdokumenten eine hohe Geldsumme erschlichen haben. Am 1. Februar 2018 wurde Jaerling rechtskräftig zu einer Haftstrafe auf Bewährung und einer Geldstrafe verurteilt.
Mit dem Rücktritt Jaerlings vom Vorsitz des nationalen Kegelverbandes FLQ im Oktober 2012 wurden erneut Spekulationen um Veruntreuung und Diebstahl von Vereinsgeldern publik.